# Darren Aronofsky
Darren Aronofsky (sinh ngày 12 tháng 2 năm 1969) là một nam nhà làm phim người Mỹ gốc Do Thái. Trong suốt sự nghiệp của mình, những tác phẩm của ông đều được giới chuyên môn lẫn công chúng biết đến nhờ các yếu tố siêu thực, lối kể khoa trương và gây cảm giác bất an bằng thủ pháp tâm lý giả tưởng. 
Trước khi theo học ngành đạo diễn tại Học viện AFI, Aronofsky đã từng theo học ngành điện ảnh và ngành nhân chủng học tại Đại học Harvard. Ông đã giành được một số giải thưởng sau khi hoàn thành Supermarket Sweep, bộ phim luận văn ngắn đã được chọn là tác phẩm tham dự chung kết của giải Oscar sinh viên vào năm 1991. Năm 1997, Aronofsky sáng lập ra hãng phim Protozoa Pictures, và một năm sau, ông cho ra mắt bộ phim đầu tay của mình có tựa là Pi (1998). Bộ phim là một thành công lớn về mặt thương mại và cá nhân ông được nhận giải Đạo diễn xuất sắc nhất tại Liên hoan phim Sundance và giải Tinh thần độc lập cho Kịch bản đầu tay hay nhất. Sau thành công này, Aronofsky cho ra mắt bộ phim Requiem for a Dream (2000) và tiếp tục nhận về những lời khen ngợi từ giới chuyên môn, đồng thời còn giúp cho Ellen Burstyn có một đề cử giải Oscar ở hạng mục Nữ diễn viên chính xuất sắc nhất.
Sau khi viết kịch bản và sản xuất cho bộ phim Below (2002), Aronofsky bắt tay thực hiện tác phẩm Người bất tử (2006); bộ phim khi ra mắt đã nhận về những lời nhận xét trái chiều từ giới chuyên môn nhưng dần nhận được sự ủng hộ trung thành từ khán giả. Tiếp nối thành công, ông cho ra mắt các tác phẩm đều thành công về mặt thương mại gồm có The Wrestler (2008), Thiên nga đen (2010) và Noah: Đại hồng thủy (2014), trong đó tác phẩm Thiên nga đen của ông đã nhận được những lời khen ngợi từ giới chuyên môn và nhận về nhiều giải thưởng cao quý, bao gồm đề cử giải Oscar cho Đạo diễn xuất sắc nhất và Phim hay nhất, và giúp cho Natalie Portman giành được giải Oscar ở hạng mục nữ chính. Hai bộ phim tiếp theo của ông, Người mẹ (2017) và The Whale (2022), đã tạo nên một làn sóng tranh cãi khi ra mắt và nhận về những lời tán dương cũng như chỉ trích từ phía công chúng.